# Tauscha
Tauscha is een dorp en voormalige gemeente in de Duitse deelstaat Saksen. Sinds 2016 maakt het dorp deel uit van de gemeente Thiendorf in Landkreis Meißen.
Tauscha telt 1.633 inwoners (12 november 2006).

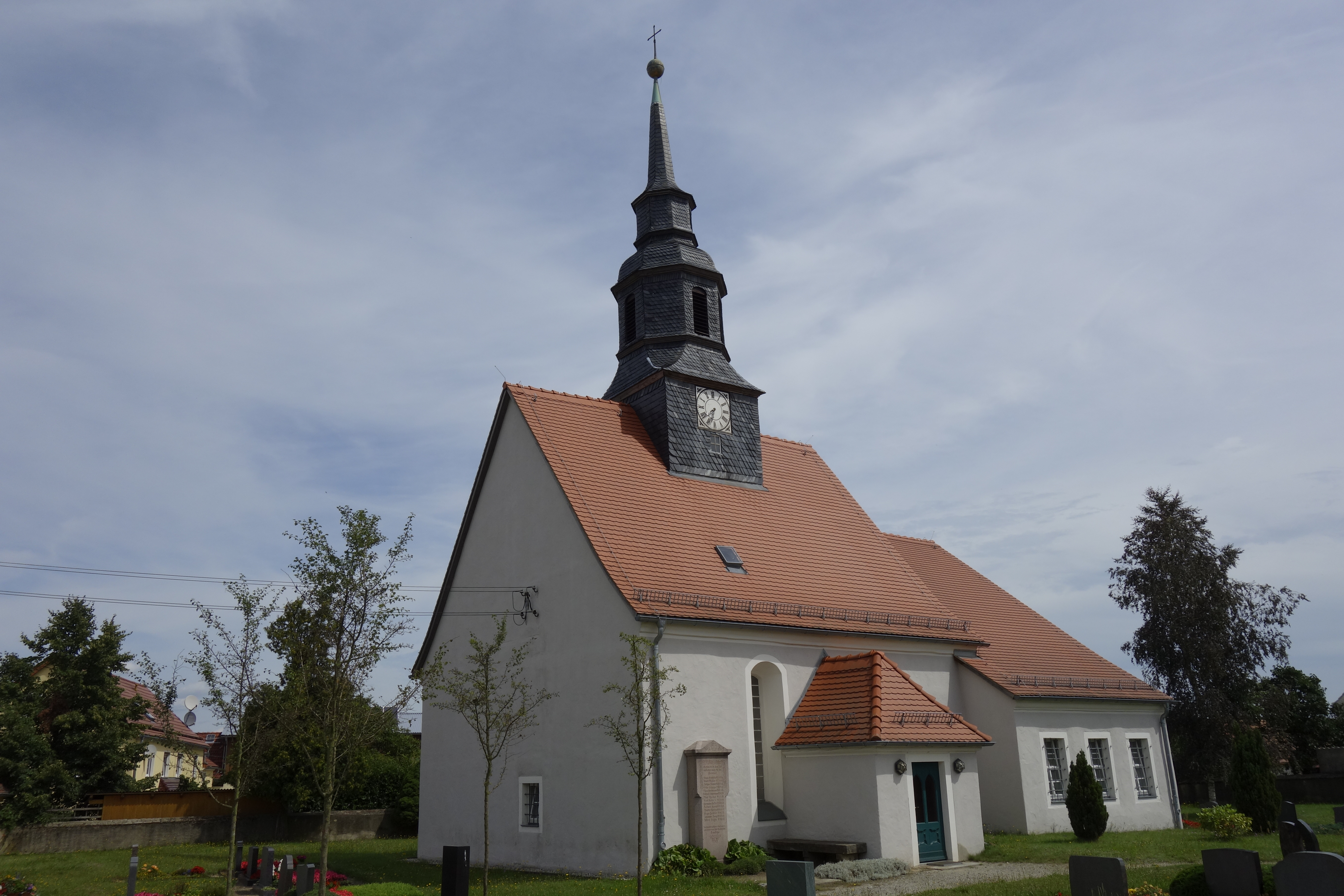
De kerk van Tauscha